# Bušene kartice
Bušene kartice (eng. punched cards) jedan su od prvih medija koji su bili korišteni za spremanje podataka. Napravljene su od krutog kartona, a podatci se spremaju bušenjem rupa na određenom mjestu na kartici. Svaka kartica ima određenu najveću količinu koja se može spremiti i ona je ovisila o proizvođaču. Više nisu široko rasprostranjene i izgubile su primat kao medij za spremanje podataka od 70-tih godina dvadesetog stoljeća.  

## Podrijetlo
Bušene kartice pronalaze svoje podrijetlo u tkalačkoj industriji devetnaestoga stoljeća. Njihov izumitelj Joseph Jacquard patentirao je 1801. bušene kartice kao metodu za pohranu oblika i dezena koji su se izrađivali u tkaninama. Sa sustavom rupica na kartici Jacquard je upravljao mehanizmom tkalačkog stana u cilju stvaranja dezena i oblika u tkanini, što je prije bilo moguće samo ručno i od tkalca koji je imao puno iskustva. Još tome Jacquardov tkalački stan je mogao proizvesti oblike i dezene koji su bili posve jednaki i uniformni nego što je mogao čovjek.

## Način rada
Kartice na sebi imaju rupice, koje su najjednostavniji oblik pohrane digitalnih podataka: rupica označuje jedinicu, a nedostatak rupice označava nulu, ili obratno, po dogovoru. Te kartice mogu biti dugačke i više metara i svaka rupica ima točno određene dimenzije, a tako i nedostatak te rupice, kako se računalo ne bi zabunilo prilikom čitanja istih.

## Povijest uporabe
Za koncept spremanja informacije bušene kartice prvi je koristio Charles Babbage u svojemu nikad dovršenu analitičkom stroju. Kroz devetnaesto stoljeće mnogi izumitelji i proizvođači mehaničkih uređaja počeli su koristiti bušene kartice za pohranu informacija ili za izdavanje naredbi.
Bušene kartice doživjele su procvat nakon devedesetih godina devetnaestoga stoljeća izumom tabulacijskog stroja Hermana Holeritha. Ovaj izum patentiran je 1887. godine i bio je korišten za obradu podataka za vrijeme popisa stanovništva u SAD-u 1890. godine.
Danas su bušene kartice uglavnom izvan upotrebe i za pohranu se koriste uglavnom magnetski i optički zapisi koji su jeftiniji i imaju veću zapreminu.